# Stockum (Sundern)
Stockum is een plaats in de Duitse gemeente Sundern (Sauerland), deelstaat Noordrijn-Westfalen, en telt 2128 inwoners.